# Блюме, Маркус
Маркус Блюме (нем. Markus Blume; род. 14 февраля 1975, Мюнхен) — немецкий политик, член ХСС. Генеральный секретарь ХСС с 14 марта 2018 года.

## Биография
В 1998 году окончил в Мюнхенском университете магистратуру по политологии. С 1996 года являлся членом Молодёжного союза Германии — молодёжной организации при блоке ХДС/ХСС.
В 2008, 2013 и 2018 годах избирался в Баварский ландтаг от Верхней Баварии и является членом Федерального собрания Германии. До 2018 года занимал различные должности в партийном аппарате ХСС на местном и земельном уровне в Баварии. 14 марта 2018 года был избран генеральным секретарём ХСС.